# موژیناتس
موژیناتس (به صربی: Mužinac) یک منطقهٔ مسکونی در صربستان است که در سوکوبانگا واقع شده‌است. موژیناتس ۴۵۹ نفر جمعیت دارد.